# Carrier Air Wing Twenty One
21ème Escadre aérienne embarquée
Le Carrier Air Wing Twenty One ou CVW-21, était une escadre aérienne embarquée de l'US Navy. Mise en service le 20 décembre 1963, elle a été dissoute le 12 décembre 1975. Elle était connue auparavant sous le nom de Carrier Air Group Twenty One (CVG-21) établi le 15 septembre 1948. 
Cette escadre fut essentiellement embarquée sur l'USS Hancock (CV-19),.

## Historique

### Déploiements

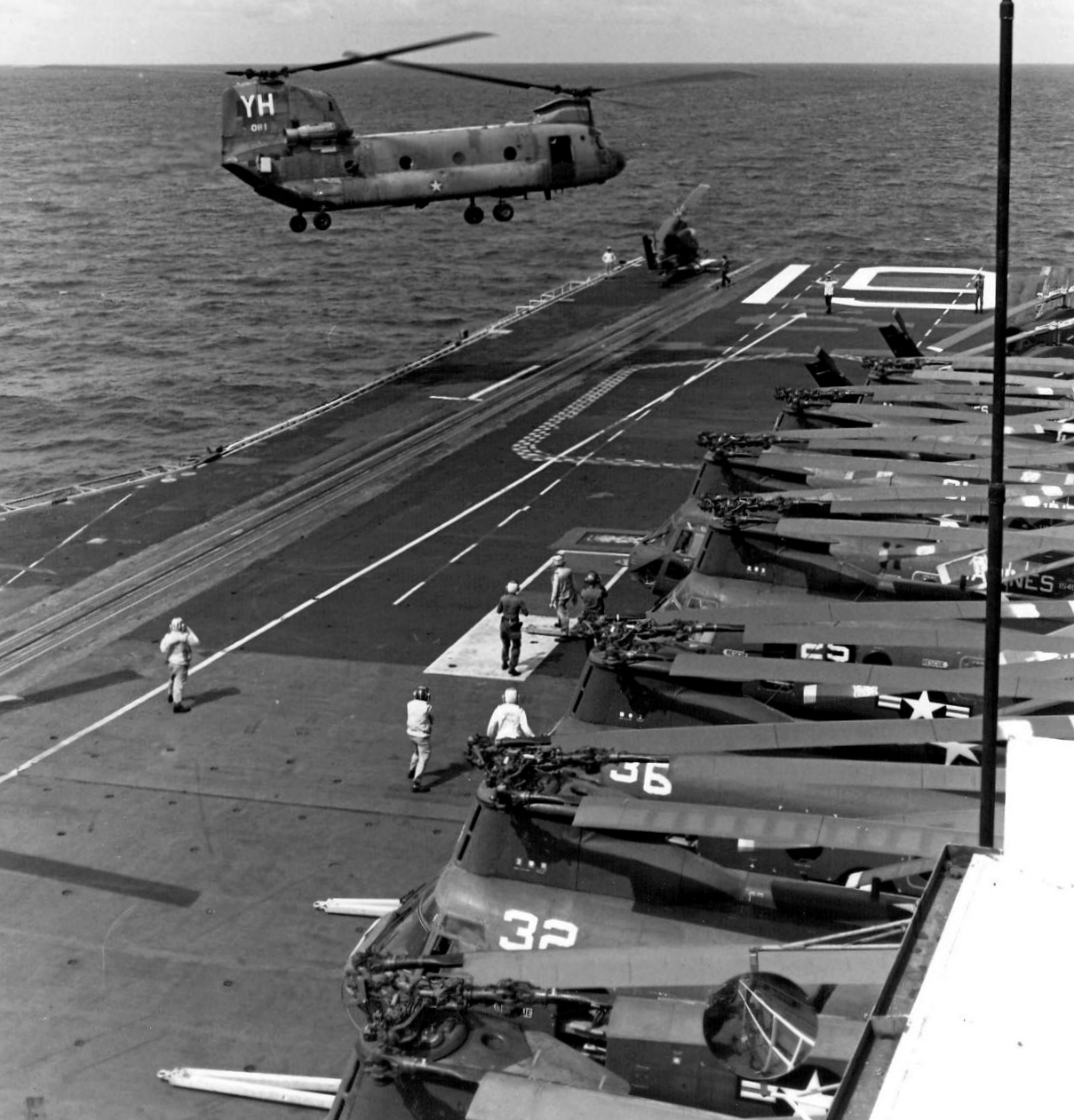
CH-47 du CVW-21 sur USS Hancock durant l'Opération Frequent Wind

Le CVW-21 servit essentiellement durant la guerre du Vietnam :
- USS Hancock (CVA 19) : Octobre 1964 - Mai 1965
- USS Hancock (CVA 19) : Décembre 1965 - Août 1966
- USS Bon Homme Richard (CV-31) : Janvier 1967 - Août 1967 [4]
- USS Hancock (CVA 19) : Juillet 1968 - Mars 1969
- USS Hancock (CVA 19) : Août 1969 - Avril 1970
- USS Hancock (CVA 19) : Octobre 1970 - Juin 1971
- USS Hancock (CVA 19) : Janvier 1972 - Octobre 1972
- USS Hancock (CVA 19) : Mai 1973 - Janvier 1974

L'escadre fit sa dernière croisière sur l'Océan Pacifique, avec l'USS Hancock, de Mars 1975 à Octobre 1975 pour l'Opération Frequent Wind.

### Les unités subordonnées
Lors des deux premiers déploiements avec l'USS Hancock, les escadrons suivants ont été affectés au CVW-21 :
| Code                | Insigne | Escadron                                   | Surnom               | Aéronef             |
| ------------------- | ------- | ------------------------------------------ | -------------------- | ------------------- |
| VFA-211             |         | Strike Fighter Squadron 211                | Fighting Checkmates  | F-8 Crusader        |
| VF-24               |         | Fighter Squadron 24                        | Fighting Renegades   | F-8 Crusader        |
| VA-212              |         | Attack Squadron 212                        | Rampant Raiders      | A-4F Skyhawk        |
| VA-164              |         | Attack Squadron 164                        | Ghost Riders         | A-4F Skyhawk        |
| VA-55               |         | Attack Squadron 55                         | Warhorses            | A-4F Skyhawk        |
| VFP-63              |         | Light Photographic Squadron 63             | Eyes of the Fleet    | Vought F-8 Crusader |
| VAH-129 (ex-VAH-10) |         | Electronic Attack Squadron 129             | Vikings              | A-3 Skywarrior      |
| VAW-11              |         | Carrier Airborne Early Warning Squadron 11 | Early Elevens        | E-1B Tracer         |
| HC-1                |         | Helicopter Combat Support Squadron 1       | Pacific Fleet Angels | SH-3 Sea King       |